# Bernard z Clairvaux

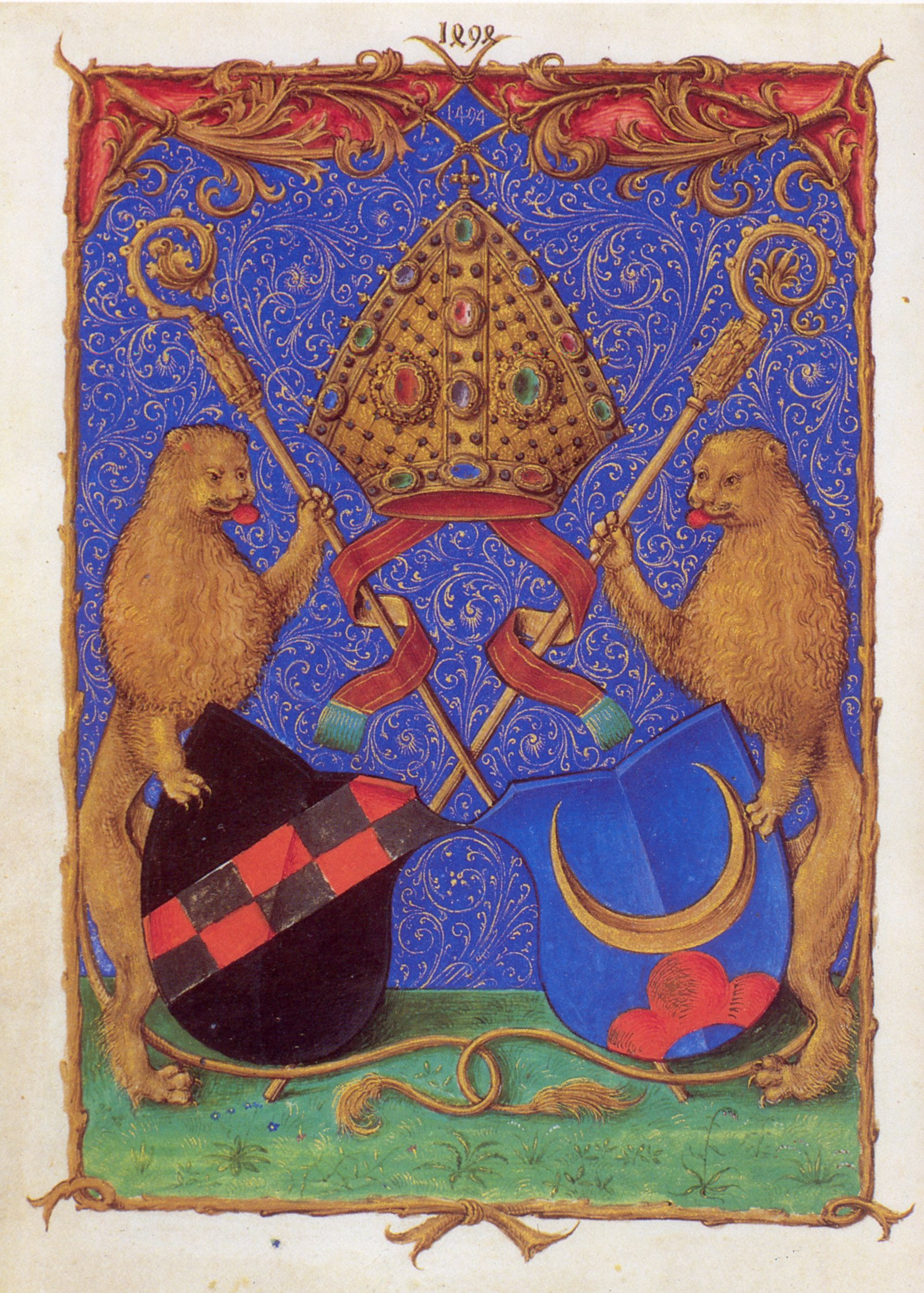
Herb Bernarda z Clairvaux, Codex Salemitanus IX c, Bl. 18v, 1494

Bernard z Clairvaux (fr. Bernard de Fontaine; ur. w 1090 albo 1091 w Fontaine, zm. 20 sierpnia 1153 w Cîteaux) – mnich cysterski, od 1115 opat klasztoru w Clairvaux (obecnie w Longchamp-sur-Aujon), doktor Kościoła, filozof, uczony, wpływowy teolog XII wieku zwany „Doktorem Miodopłynnym” (łac. Doctor Mellifluus), twórca spekulatywnej mistyki oblubieńczej, arcybiskup elekt Mediolanu (1135), święty Kościoła katolickiego i anglikańskiego. Odgrywał dużą rolę polityczną jako propagator, intelektualista i organizator II krucjaty.

## Życiorys
Urodził się w 1090 albo 1091 roku, w rodzinie arystokratycznej, na zamku Fontaine, jako syn Tecelina z Fontaine i Alety z Montbard. Miał sześcioro rodzeństwa: starszych: Gwidona i Gerarda oraz młodszych: Humbelinę, Andrzeja, Bartłomieja i Niwarda. W 1112 roku został mnichem w pobliskim klasztorze cystersów w Cîteaux i przekonał do tego samego pięciu swoich braci, z których jeden zdążył już wcześniej założyć rodzinę, a także wuja i trzydziestu innych mężczyzn. Trzy lata później założył klasztor cystersów w Clairvaux i został jego pierwszym opatem. W tym samym roku otrzymał święcenia kapłańskie. Nazwa klasztoru pochodzi od nazwy kotliny położonej na terenie Szampanii Clara Vallis, czyli Jasna Dolina. Nastąpił wówczas wielki rozkwit tego klasztoru, dzięki czemu szybko powstały następne (w liczbie stu sześćdziesięciu ośmiu). W 1136 roku założył Klasztor Eberbach. Bernard zreformował macierzystą regułę zakonną, kładąc większy nacisk na kontemplację. Znany był też ze swej miłości do Matki Bożej, którą zwykł pozdrawiać w kościele słowami: „Ave Maria!”. Legenda głosi, iż któregoś razu odpowiedziała mu ona: „Salve Bernarde!”. Miał znaczny wpływ na rozwój kultu maryjnego i mariologii w średniowieczu, czego oddziaływanie trwa do dziś.
Bernard z Clairvaux stał się słynny dzięki przypisywanym mu cudom (m.in. „laktacji świętego Bernarda”), talentowi oratorskiemu, wiedzy filozoficznej, silnej osobowości i duchowości. Był doradcą książąt, biskupów i papieży. Był zwolennikiem uprawiania teologii kontemplatywnej w klasztorach, w harmonii z żywą wiarą, nie zaś czysto racjonalnej, skupionej na dedukcjach logicznych, do której skłonność mieli teologowie w szkołach katedralnych. Stąd m.in. jego spory z teologami scholastycznymi, choćby z Piotrem Abelardem. Przypisuje mu się autorstwo reguły zakonu templariuszy.
W czasie walki o tron papieski między papieżem Innocentym II a antypapieżem Anakletem II, jego rozstrzygnięcie wsparte przez Norberta z Xanten przechyliło szalę na rzecz Innocentego II.
Na prośbę papieża Eugeniusza III rozpoczął w roku 1146 działalność zmierzającą do zorganizowania II wyprawy krzyżowej. Kazanie wygłoszone w Vézelay wzbudziło w całej Francji wielki entuzjazm. Wkrótce utworzyły się armie ochotników w Lotaryngii, Flandrii i Niemczech, dołączył też król Francji, Ludwik VII Młody. Krucjata skończyła się klęską, co spowodowało ogromne rozczarowanie Bernarda.
Zmarł w swoim macierzystym klasztorze w wieku 63 lat.

## Teologia
Jako teolog studiował nauczanie Augustyna z Hippony. Źródłem dla jego nauczania o mistycznym wznoszeniu się duszy do Boga były pisma Grzegorza Wielkiego. Za pośrednictwem Wilhelma z Saint Thierry poznał komentarz św. Ambrożego do księgi Pieśni nad pieśniami Biblii hebrajskiej. Bernard znał też Boecjusza. Czerpał także wiele z Ojców greckich, szczególnie za pośrednictwem pism Jana Kasjana.
Bernard zapoczątkował nurt mistyki chrześcijańskiej zwany mistyką spekulatywną, lub „mistyką oblubieńczą”, gdyż jej centralnym tematem była miłość Boga i człowieka opisywana w biblijnej Pieśni nad pieśniami.
Refleksja Bernarda skupia się wokół więzi miłości z Chrystusem jako Słowem Wcielonym. Bernard przyrównuje tę więź do małżeństwa. Jej najwyższym stopniem jest taki stan zjednoczenia woli z wolą Ukochanego, że osoba zaczyna tego samego chcieć i tego samego nie chcieć – idem velle, idem nolle:

Czegóż można pragnąć bardziej niż takiej miłości, która sprawia, że nie znajdując zaspokojenia w ludzkim nauczaniu, na ślepo, z ufnością przybiegasz, duszo, do Słowa, mocno do Słowa się tulisz, czule się z Słowem zapoznajesz i o wszystko Je pytasz – ile zdolna pojąć, tyle śmiała pożądać? Przecież to naprawdę duchowy i święty związek małżeński! Mało, mówię, związek – to zespolenie. Rzeczywiste zespolenie, w którym chcenie
tego samego i tego samego niechcenie czyni z dwojga jednego ducha. I nie trzeba się lękać, że nierówność osób zakłóci w jakiś sposób zbieżność tych woli – przecież miłość nie wie, co to wzajemny lęk.

Równie ważnym tematem refleksji mistycznej Opata z Clairvaux były zagadnienia antropologiczne, zwłaszcza antropologii teologicznej, m.in.: samopoznanie, obraz Boży w człowieku, wolna wola, miłość, przebóstwienie, i związek człowieka z historią zbawienia. Bernard komentował wyrażenie z Księgi Rodzaju 1,26, mówiące o stworzeniu człowieka na obraz i podobieństwo Boga. Najważniejszym elementem tworzącym obraz Boży w człowieku jest jego wolność – wolność od konieczności, oraz wolność od przymusu. Obraz ten zachowuje w sobie także człowiek w stanie grzechu, gdyż także on, choć w sposób ograniczony i osłabiony, poprzez wolę zjednoczoną z rozumem aż do końca życia posiada zdolność wyboru (por. De gratia et libero arbitrio 3,6; PL 182, 1004D). Podobieństwo człowieka do Boga polega na tym, że pragnie on dóbr wyższych (łac. appetens supernorum). Jednak człowiek, w wyniku grzechu pierworodnego, z własnej woli odwrócił się od spraw Bożych i zwrócił ku dobrom ziemskim. Zachowując obraz utracił podobieństwo Boga. Jego dusza stała się niepodobna do Boga (łac. anima dissimilis Deo) i też niepodobna do siebie – bo obraz, który jest niewierny wobec prawzoru, nie jest też podobny do siebie (Sermones super Cantica Canticorum 80-82; PL 183, 1166D-1180D)
Najbardziej znane dzieło Bernarda to Komentarz do Pieśni nad pieśniami. Pisał także dzieła o charakterze apologetycznym i dogmatycznym. Na drodze poznawania Boga pierwszeństwo dawał miłości, jako tej która pozwala objąć prawdy niepoznawalne rozumem. Pisał o tym w traktacie O poznawaniu Boga: „Przyczyną kochania Boga jest sam Bóg, a miarą – kochać bez miary”.
Tytuł „doktora miodopłynnego” zyskał dzięki porywającemu słuchaczy charakterowi swych homilii. Matki odwodziły swych synów od słuchania Bernarda, by poruszeni jego kazaniami nie zechcieli wstąpić do cystersów. Takie wypadki zdarzały się bowiem nader często. Papież Pius XII poświęcił mu swą encyklikę pod tym tytułem: Doctor Mellifluus (1953), w której wskazał, że swoją naukę zaczerpnął św. Bernard z Pisma Świętego i z dzieł Ojców. Na ich lekturze i medytacji spędzał często całe dnie i noce.

## Lista wybranych prac

Bernardi Opera, 1719

### Traktaty
- Tractatus de gradibus humilitatis et superbiae
- De diligendo Deo
- De conversione ad clericos
- De moribus et officio episcoporum
- De consideratione
- De gratia et libero arbitrio
- Tractatus seu epistola ad Hugonem de sancto Victore de baptismo aliisque quaestionibus
- Contra quaedam capitula errorum Abelardi
- Capitula haeresum Petri Abelardi
- Tractatus de cantu seu correctione antiphonarii
- Officium de sancto Victore
- Apologia ad Guillelmum
- De laude novae militiae ad milites templi
- Liber de praecepto et dispensatione
- Liber de vita et rebus gestis sancti Malachiae Hiberniae episcopi
- Trctatus de interiori domo seu de conscienta aedificanda

### Homilie
- Sermones de tempore
- Sermones de sanctis
- Sermones de diversis
- Sermones de Cantica canticorum

### Listy
Listy Bernarda z Clairvaux zachowały się w liczbie 495; zebrane zostały w zbiorze corpus epistolarum.

### Wybrane przekłady na język polski
- Kazania o najświętszej Maryi Pannie : poprzedzone encykliką Ojca Świętego Piusa XII „Doctor Mellifluus” o św. Bernardzie z Clairvaux w osiemsetną rocznicę Jego śmierci. Warszawa: Oficyna Wydawnicza Viator, 2000, s. 191, seria: Biblioteczka Mistrzów Kaznodziejstwa. ISBN 83-85770-37-2.
- O miłowaniu Boga i inne traktaty. Kiełtyka, Stanisław (przekład). Poznań: Klub Książki Katolickiej, 2000, s. 300, seria: Biblioteka Christianitas 4. ISBN 83-88481-03-7.
- O stopniach pokory i pychy, Kraków 1991.
- O rozważaniu, Kraków 1992.
- O obyczajach i obowiązku biskupów, Kraków 1992, ISBN 8385304193.

## Beatyfikacja i kanonizacja

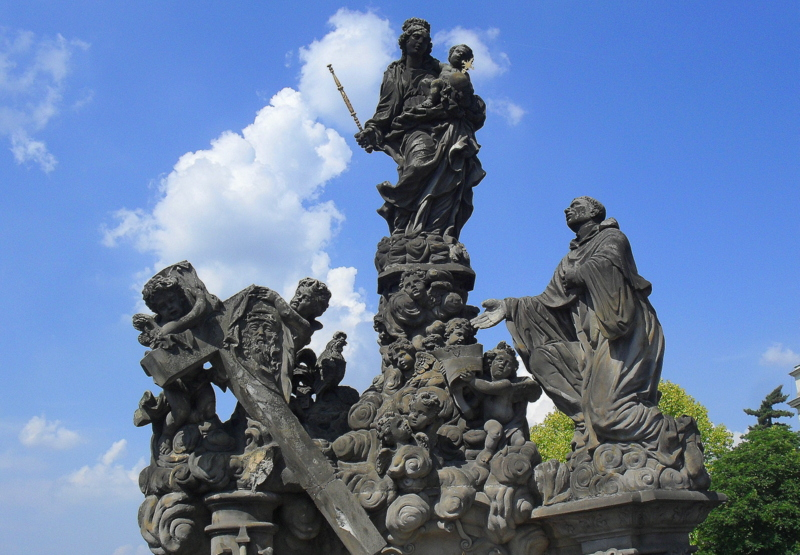
Św. Bernard na moście Karola w Pradze

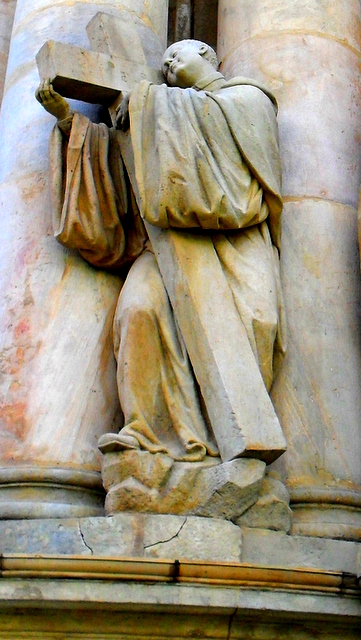
Św. Bernard na fasadzie bazyliki w Krzeszowie

Bernard został zaliczony w poczet świętych w 1174 przez Aleksandra III, a w roku 1830 Pius VIII ogłosił go doktorem Kościoła.
W 1953 Pius XII wydał ku jego czci encyklikę zaczynającą się od słów „Doktor miodopłynny” (łac. Doctor Mellifluus).
Patronat
Jest patronem: Burgundii, Ligurii, Genui, Gibraltaru, Pelplina, cystersów i pszczelarzy. Jest również orędownikiem podczas klęsk żywiołowych, sztormów oraz w godzinę śmierci.
Dzień obchodów
Jego wspomnienie lub święto liturgiczne w Kościołach katolickim i anglikańskim obchodzone jest w dzienną rocznicę śmierci (20 sierpnia). Kościół ewangelicki wspomina św. Bernarda 19 lub 20 sierpnia. W polskim Kościele wspomnienie jest obowiązkowe.
Ikonografia
W sztuce znany jest motyw Lactatio Bernardi wyobrażający legendę o św. Bernardzie, według której podczas modlitwy objawiła się Maryja, a z jej piersi wypłynęło mleko. W ikonografii przedstawiany jest w stroju cysterskim. Francisco Goya przedstawił go jako uzdrowiciela na obrazie Święty Bernard z Clairvaux z 1787.
Jego atrybutami są m.in.: księga, krzyż opacki, krucyfiks, Matka Boża z Dzieciątkiem, narzędzia Męki Pańskiej, pióro pisarskie, różaniec, trzy infuły u stóp, rój pszczeli, ul.